# Utamphorophora commelinensis
Utamphorophora commelinensis är en insektsart som först beskrevs av Smith, C.F. 1960.  Utamphorophora commelinensis ingår i släktet Utamphorophora och familjen långrörsbladlöss. Inga underarter finns listade i Catalogue of Life.